# My Favorite Songs 〜うたの木シネマ〜
『My Favorite Songs 〜うたの木シネマ〜』（マイ フェイバリット ソングズ うたのきシネマ）は、2012年11月14日にリリースされた渡辺美里の6枚目のカバー・アルバム。

## 解説
映画やミュージカルのカバー曲を収録。初回盤は三方背BOX仕様となっており、ポスターが封入されている。

## 収録曲
1. Kiss From A Rose
  - 作詞・作曲：SEAL/編曲・コーラスアレンジ：光田健一
  - オリジナル歌手：シール
  - 映画『バットマン フォーエヴァー』より
2. Love Theme From "The Godfather" (Speak Softly Love) -Japanese ver.-
  - 作詞：Larry Kusik/作曲：Nino Rota/訳詞：千家和也/編曲：斉藤恒芳
  - オリジナル歌手：尾崎紀世彦
  - 映画『ゴッドファーザー』より
3. Diamonds Are A Girl's Best Friend
  - 作詞・作曲：Jule Styne、en:Leo Robin/編曲：スパム春日井/ブラスアレンジ：山本拓夫/コーラスアレンジ：真藤敬利
  - オリジナル歌手：マリリン・モンロー
  - 映画『紳士は金髪がお好き』より
4. My Favorite Things
  - 作詞：Oscar Hammerstein II/作曲：Richard Rodgers/編曲：塩谷哲
  - オリジナル歌手：ジュリー・アンドリュース
  - 映画『サウンド・オブ・ミュージック』より
5. When She Loved Me
  - 作詞作曲：Randy Newman/編曲：斉藤恒芳
  - オリジナル歌手：サラ・マクラクラン
  - 映画『トイ・ストーリー2』より
6. And So It Goes
  - 作詞・作曲：Billy Joel/編曲：住友紀人
  - ビリー・ジョエルのカバー曲
  - シングル「yes」カップリング曲
7. Open Arms
  - 作詞・作曲：Jonathan Cain、Steve Perry/編曲：金子隆博
  - ジャーニーのカバー曲
  - シングル「小指」カップリング曲
8. Shape Of My Heart
  - 作詞：Summer Gordon Matthew, Sting/作曲：Miller Dominic James、Summer Gordon Matthew, Sting/編曲：押尾コータロー
  - オリジナル歌手：スティング
  - 映画『レオン』より
9. Cry Me A River
  - 作詞・作曲：Arthur Hamilton/編曲：佐橋佳幸
  - オリジナル歌手：ジュリー・ロンドン
  - 映画『皆殺しのトランペット』より
10. (Where Do I Begin) Love Story -Japanese ver.-
  - 作詞：Carl Sigman/作曲：Francis Lai Albert/訳詞：岩谷時子/編曲：斉藤恒芳
  - オリジナル歌手：アンディ・ウィリアムス
  - 映画『ある愛の詩』より
11. The Way We Were
  - 作詞・作曲：Marvin Hamilsch、Alan Bergman、Marilyn Bergman/編曲：光田健一
  - オリジナル歌手：バーバラ・ストライサンド
  - 映画『追憶』より
12. Over The Rainbow
  - 作詞：E.Y.Harburg/作曲：Harold Arlen/編曲：佐橋佳幸
  - オリジナル歌手：ジュディ・ガーランド
  - 映画『オズの魔法使』より
13. What A Wonderful World
  - 作詞：George David Weiss/作曲：Robert Thiele/編曲:住友紀人
  - ルイ・アームストロングのカバー曲
  - シングル「おねがい太陽 〜夏のキセキ〜」カップリング曲
14. How 'Bout A Dance
  - 作詞：Don Black/作曲：Frank Wildhorn/編曲：前嶋康明
  - ミュージカル『ボニー&クライド』より
15. Medley Of "The Queen Of Hearts"(Off With Their Heads 〜 Hail The Queen)
  - 作詞：Jack Murphy/作曲：Frank Wildhorn/編曲：斉藤恒芳
  - ミュージカル『アリス・イン・ワンダーランド』より
16. When She Loved Me -Japanese ver.-
  - 作詞・作曲：Randy Newman/訳詞：いずみつかさ/編曲：斉藤恒芳
  - オリジナル歌手：サラ・マクラクラン
  - 映画『トイ・ストーリー2』より
  - ボーナス・トラック